# جار الله الحميد
جار الله بن يوسف الحميد (مواليد 1954م/1374 هـ في حائل، السعودية - 4 أغسطس 2022/ 6 محرم 1444هـ) هو كاتبٌ قاصٌ وأديبٌ وشاعر سعودي، بدأ مسيرته القصصية في 1977. كان عضوا في نادي حائل الأدبي وعضوًا في مجلس إدارة نادي المنطقة الشرقية الأدبي، كتب في عدّة صحف منها: الجزيرة السعودية، والقبس الكويتية، وصحيفة عكاظ السعودية، والعربية.نت وغيرها.

## الحياة العملية
بدأ جار الله الحميد مسيرته القصصية في 1977. وفي ديسمبر 2007، احتضن النادي الأدبي بحائل الأمسية الشعرية الثالثة لجار الله الحميد، وقد كانت أول أمسية له قبل خمسة وعشرين عاماً في الأحساء، فيما كانت الأمسية الثانية قبل خمسة عشر عاماً شهدها نادي التعاون الرياضي بالقصيم.
وفي 4 ديسمبر 2012، أقام نادي حائل الأدبي محاضرة بعنوان: “تجربة جارالله الحميد القصصية”، قدّمها أستاذ الأدب والنقد عضو هيئة التدريس بجامعة حائل الدكتور محمود العزازمة في القاعة الثقافية بمقر النادي، وأدار المٌحاضرة عضو مجلس إدارة نادي حائل الأدبي الأستاذ علي بن عبد الله النعام.

### المجموعات القصصية
- أحزان عشبة برية (1980)، دار الوطن للنشر، الرياض.[3][4]
- وجوه كثيرة أولها مريم (1984)، عن نادي القصة السعودي.[3][4]
- رائحة المدن (1998)، عن نادي جدة الأدبي الثقافي.[3][4]
- ظلال رجال هاربين (2000)، عن نادي حائل الأدبي.[3][10]
- الأعمال الكاملة (2010)، عن نادي حائل الأدبي، ومؤسسة الانتشار العربي ببيروت.[4][6]

## وفاته
توفي يوم الخميس 6 محرم 1444هـ الموافق 4 أغسطس عام 2022م عن عمر ناهز 68 عاما بعد معاناة مع المرض.

## وصلات خارجية
- جار الله الحميد على موقع أرشيف الشارخ.
- لجار الله الحميد.